# Whitney Hedgepeth
Whitney Hedgepeth (Estados Unidos, 19 de marzo de 1971) es una nadadora  retirada especializada en pruebas de estilo espalda, donde consiguió ser subcampeona olímpica en 1996 en los 100 y 200 metros.

## Carrera deportiva
En los Juegos Olímpicos de Atlanta 1996 ganó la medalla de plata en los 100 metros espalda, con un tiempo de 1:01.47 segundos, tras su compatriota Beth Botsford y por delante de la sudafricana Marianne Kriel; y también ganó la plata en los 200 metros espalda, con un tiempo de 2:11.98 segundos, tras la húngara Krisztina Egerszegi.